# Igreja Católica na Transnístria
A Igreja Católica na Transnístria (por vezes chamada Transdnístria, Transdniestre ou Transdniéstria) é parte da Igreja Católica universal, em comunhão com a liderança espiritual do Papa, em Roma, e da Santa Sé. Estatísticas oficiais mostram que essa região é predominantemente ortodoxa, já que 91% da população declara ter essa fé. Enquanto isso, cerca de 4% adere à Igreja Católica. Os católicos estão localizados em sua maioria ao norte da Transnístria, onde há uma minoria polonesa.